# La Joyosa
La Joyosa ist ein Ort und eine Gemeinde (municipio) mit 1.132 Einwohnern (Stand: 2024) im Zentrum der Provinz Saragossa in der Autonomen Region Aragonien im Nordosten Spaniens. Neben dem Hauptort gehört auch die Ortschaft Marlofa zur Gemeinde.

## Lage und Klima
La Joyosa liegt gut 18 km (Fahrtstrecke) nordwestlich der Provinzhauptstadt Saragossa in einer Höhe von ca. 215 m. Durch die Gemeinde führt die Autopista AP-68. 
Das Klima ist gemäßigt bis warm; der eher spärliche Regen (ca. 362 mm/Jahr) fällt übers Jahr verteilt.

## Bevölkerungsentwicklung
| Jahr      | 1970 | 1981 | 1991 | 2001 | 2011 | 2021 |
| Einwohner | 433  | 344  | 345  | 385  | 941  | 1132 |

## Sehenswürdigkeiten

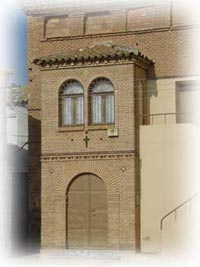
Marienkirche in La Joyosa
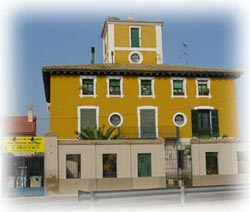
Herrenhaus

- Marienkirche in Marlofa
- Herrenhaus (Baronspalast) in La Joyosa
- Rathaus

- Marienkirche in Marlofa
- Herrenhaus